# Albert Schwegler
Albert Schwegler (Michelbach an der Bilz, 10 febbraio 1819 – Tubinga, 5 gennaio 1857) è stato un filologo, filosofo e teologo tedesco.

## Biografia
Nacque a Michelbach an der Bilz, nel Baden-Württemberg. Nel 1836 entrò nell'Università di Tubinga, e fu uno dei primi allievi di Ferdinand Christian Baur, sotto la cui influenza si impegnò nello studio della storia della Chiesa. La sua prima opera fu Der Montanismus u. die christliche Kirche des 2ten Jahrhunderts (1841), in cui afferma per la prima volta che il montanismo fu più che un'eccentrica corrente religiosa fanatica nella storia dei primi anni della Chiesa, sebbene lo abbia erroneamente collegato questo alla corrente degli Ebioniti. Questo, con altri lavori, lo portò in conflitto con le autorità ecclesiastiche, tanto che rinunciò a studiare teologia e scelse di continuare gli studi di filosofia.
Nel 1843 trovò il Jahrbücher der Gegenwart e divenne docente privato di filosofia e di filologia classica all'Università di Tubinga. Nel 1848 fu nominato professore straordinario di Letteratura romana e di archeologia e, dopo breve, professore ordinario di storia.
La sua opera teologica più importante fu Das nachapostolische Zeitalter (1846). Scrisse altri testi filosofici come Übersetzung und Erläuterung der aristotelischen Metaphysik (4 volumi, 1847–1848), la sua eccellente Geschichte der Philosophie im Umriss (1848), e una postuma Geschichte der griechen Philosophie (1859). Iniziò una Römische Geschichte (volumi. I.-III., 1853–1858, 2ª ed. 1867–1872). Pubblicò, inoltre, testi come Clementine Homilies (1847), e la Storia ecclesiastica di Eusebio di Cesarea.